# فرط الأندروجين
فرط الأندروجين أو زيادة الأندروجين (بالإنجليزية: Hyperandrogenism)‏ وصف يشير لحالة طبية تتميز بزيادة في إفراز الأندروجينات (الهرمونات المذكرة) في الأنثى وما يصاحب هذه الزيادة من آثار على الجسم. ويعتبر فرط الاندروجين اضطراباً في الغدد الصماء شبيها بفرط الإستروجينية، وأحد أشهر أسبابها هو متلازمة المبيض المتعدد الكيسات (متلازمة تكيس المبايض).